# Марк Голланд
Марк Голланд (англ. Mark Holland, нар. 16 жовтня 1974, Пікерінг) — канадський політик, який обіймав посаду міністра охорони здоров'я з 26 липня 2023 року по 14 березня 2025 року. Голланд є членом Ліберальної партії Канади, та представляв округ Ейджакс у Палаті громад. Він вперше був обраний до парламенту в 2004 році і пропрацював до 2025 року, за винятком 4 років після втрати місця на виборах 2011 року. У 2015 році він повернувся до парламенту. З 2021 по 2023 роки Голланд обіймав посаду керівника Палати уряду, а з 2018 по 2021 рік — головного урядовця. Голланд вирішив не переобиратися на федеральних виборах у Канаді 2025 року, і його не включили до 30-го уряду Канади Марка Карні.
Голланд був обраний до Палати громад Канади на федеральних виборах 2004 року в окрузі Ейджакс-Пікерінг. До цього він був переобраний на виборах 2006 і 2008 років, але зазнав поразки в 2011 році. Він працював у Канадському фондіу серця та інсульту, перед тим, як повернувся в політику, щоб балотуватися на виборах 2015 року, де його було обрано від округу Ейджакс.

## Ранні роки життя та освіта
Марк Голланд народився 16 жовтня 1974 року в Пікерінгу в провінції Онтаріо. Він отримав спеціальність політологія та історія в Університеті Торонто, який закінчив у 1996 році. Голланд працював помічником члена парламенту Дена Мактіга та в міністерстві громадянства та імміграції Онтаріо. Він також працював у Королівському банку Канади та Канадському Імперському торговельному банку. Він є уродженцем Західного Дарема в Онтаріо, та живе в Ейджаксі.

## Кар'єра

### Муніципальна політика
Марк Голланд служив міським радником міста Пікерінгз 1997 по 2004 рік, а також радником регіонального муніципалітету Дарема з 2000 по 2004 рік.
У 1998 році Голланд створив комітет «Millennium Waterfront» у Пікерінгу, та очолив реконструкцію набережної Пікерінга. Він також заснував Ініціативу молодіжного партнерства регіону Дарем «Winterfest» у місті Пікерінг, і був членом ради директорів «Veridian Corporation». Голланд також був членом Ради поліцейських служб регіону Дарем, колишнім віце-головою Ради соціального розвитку Ейджакс-Пікерінга та батьківської програми Ейджакс-Пікерінга, а також колишнім членом фінансово-адміністративного комітету регіону Дарем. Він продовжує бути членом «Durham West Arts Center», і був одним із його засновників.

### Федеральна політика
Марк Голланд є членом фракції Ліберальної партії Канади у Палаті громад Канади, де представляв верхню частину Ейджакс-Пікерінга з 2004 по 2011 рік, і представляв Ейджакс з 2015 року. Він працював віце-головою комітету з громадських рахунків, віце-головою комітету з громадської безпеки та національної безпеки, критиком природних ресурсів, критиком міністерства громадських робіт та закупівлі, критиком Агентства прикордонних служб Канади, помічником критика Ради фінансів, як член фінансового комітету, комітету промисловості, комітету з державних рахунків, комітету з питань урядових операцій та на Форумі міст і громад.
У парламенті Голланд подав законопроєкт від приватного депутата, щоб захистити законопроєкт про зниження виборчого віку. Законопроект передбачав, що 16-18-річні мають право голосувати на федеральних виборах, заохочуючи провінційні та муніципальні юрисдикції дозволити те саме. Він попросив, щоб перед виборами в середніх школах викладався розділ про вибори, щоб інформувати учнів про поточні події та обговорювані питання. Викликаючи спочатку цей інтерес у молоді, на виборах вона зробить більш усвідомлений вибір. Крім того, голосування відбуватиметься в школах, що підвищить явку виборців. У жовтні 2006 року Голланд знову ввела як законопроект приватного депутата колишній ліберальний урядовий законопроект щодо реформування розділів Кримінального кодексу Канади про жорстоке поводження з тваринами, який мало змінився з 1892 року.
Газета «The Globe and Mail» назвала Голланда членом нової «щурячої зграї», як називали групу найактивніших опозиційних депутатів від Ліберальної партії в період урядування Браяна Малруні, а газета «Hill Times» визнавала його найефективнішим опозиційним членом парламенту за відповідний період, і 4 рази з 2006 по 2008 рік. Міністр-консерватор Стоквелл Дей називав Голланда «Перрі Мейсоном на стероїдах» і «Хрестоносцем у плащі» під час їх інколи гарячих суперечок під час зустрічей з громадської та національної безпеки. Телеканал CTV назвав Голланда «щурячою зграєю з однієї людини, яка має на меті змінити пагорб». Маклінз назвав Голланда «Напівнападаючим псом — напівтворцем короля» за те, що він переслідував консерваторів і за його роль у лідерській кампанії 2006 року.
Аарон Веррі з журналу «Maclean's» говорив про Голланда: «Якщо ви бачили Кеннеді в Монреалі, Голланд неминуче не відставав. Уже улюблений декотрими на Парламентському пагорбі за його ораторські здібності та вражаючу зачіску, Голланду лише 32 роки, що робить його потенційним кандидатом на лідерство на наступні 30 років».
Голланд підтримав заяву Джерарда Кеннеді на лідерство у федеральній Ліберальній партії, та був головою кампанії Кеннеді в Онтаріо. Коли після другого голосування Кеннеді відмовився від голосування, щоб підтримати колишнього міністра охорони навколишнього середовища Стефана Діона, Голланд пішов з ним, і його вважали ключовим у побудові мосту між двома таборами. Голланд був співголовою лідерської кампанії Майкла Ігнатьєва в Онтаріо в 2008 році.
18 січня 2007 року Голланд був названий критиком міністерства природних ресурсів у тіньовому кабінеті Діона. Згодом його назвали критиком міністерства громадської безпеки та національної безпеки, посаду, яку він обіймав до своєї поразки на виборах в 2011 році. У цій якості він очолив критику опозиції щодо поводження з самітом Великої вісімки, спроб зберегти реєстр зброї та протистояння політиці щодо злочинності Консервативної партії. Оскільки він був різким і голосним критиком уряду, консерватори охрестили його «народним ворогом номер 1» до виборів 2011 року, шо Голланд приймав як «знак пошани», посилаючись на інших видатних канадців, які конфліктували з урядом за незгоду з їхнім планом. Голланд програв вибори Крісу Александеру, колишньому дипломату, який балотувався як консерватор. Нещодавно Голланд зізнався, що він намагався покінчити життя самогубством після цієї поразки, сказавши: «Мені сказали, що я отруйний. Консерватори мене ненавиділи. Жодна організація не візьме мене на роботу. Мій шлюб не вдався. Мій простір з моїми дітьми був порушений, і особливо моя пристрасть — річ, у яку я так палко вірив… мета мого життя — була в попелі біля моїх ніг».
Після своєї поразки у 2011 році він став директором відділу зміцнення здоров'я та зв'язків з громадськістю Канадського фонду серця та інсульту. Він також працював виконавчим директором Канадського фонду серця та інсульту для місії Онтаріо та національним директором у справах дітей та молоді, перш ніж повернутися до федеральної політики в 2015 році.
У 2015 році Голланда висунули кандидатом від лібералів на виборах від нового округу Ейджакс, по суті південну частину його старого округу, таким чином позиціонуючи його для реваншу проти чинного депутата Кріса Александера. У рамках ліберального сплеску в південному Онтаріо він повернув своє місце, набравши 56 % голосів, перемігши Александера майже на 12 тисяч голосів.
У грудні 2015 року Голланда оголосили парламентським секретарем міністра з питань демократичних інститутів. У січні 2017 року він був переведений у міністерство громадської безпеки та готовності до надзвичайних ситуацій. У серпні 2018 року Голланда підвищили на посаду головного урядовця, змінивши попереднього члена парламенту від Оноре-Мерсьє Пабло Родрігеса. Він працював на цій посаді до жовтня 2021 року, коли став головою Палати уряду, яку обіймав до свого призначення міністром охорони здоров'я в липні 2023 року. У березні 2025 року Голландія вирішила не балотуватися на переобрання на федеральних виборах у Канаді 2025 року, і тому його не включили до 30-го уряду Канади Марка Карні.